# Villatuelda
 Villatuelda est une commune d'Espagne de la province de Burgos dans la communauté autonome de Castille-et-León.

## Géographie
Situé dans la comarque de Ribera del Duero et traversée par la rivière Esgueva, Villatuelda est éloignée 30 km de Aranda de Duero.

## Administration
| Période                                  | Période | Identité | Étiquette | Qualité |
| ---------------------------------------- | ------- | -------- | --------- | ------- |
|                                          |         |          |           |         |
| Les données manquantes sont à compléter. |         |          |           |         |

## Économie
Villatuelda est réputée pour son vignoble de l'appellation d'origine Ribera del Duero.

## Culture et patrimoine
- Fontaine et pont romains
- Église Saint-Mammès de style de transition roman-gothique (École de l’Esgueva)
- Colombiers circulaires